# Amstel Gold Race 2022
L'Amstel Gold Race 2022 est la 56e édition de cette course cycliste masculine sur route. Elle a lieu le 10 avril 2022 et fait partie du calendrier UCI World Tour 2022 en catégorie 1.UWT.

## Présentation
Organisée par la Fondation Amstel Gold Race (Stichting Amstel Gold Race), l'Amstel Gold Race connaît en 2022 sa 56e édition. C'est une épreuve de l'UCI World Tour 2022 et la première des trois classiques ardennaises de la saison.

### Parcours
Après une annulation en 2020 et une course disputée sous la forme d'un circuit à accomplir treize fois en 2021, la course revient à
un parcours habituel débutant par une partie en ligne suivie par trois boucles. 33 côtes sont à franchir. Les dernières sont le Keutenberg à 33,9 km de l'arrivée, le Cauberg à 23,9 km, le Geulhemmerberg à 19,3 km et le Bemelerberg à 7,3 km de l'arrivée.

### Équipes
| WorldTeams (18)- AG2R Citroën Team - Astana Qazaqstan Team - Bahrain Victorious - Bora-Hansgrohe - Cofidis - EF Education-EasyPost - Groupama-FDJ - Ineos Grenadiers - Intermarché-Wanty-Gobert Matériaux - Israel-Premier Tech - Jumbo-Visma - Lotto-Soudal - Movistar Team - Quick-Step Alpha Vinyl - BikeExchange-Jayco - Team DSM - Trek-Segafredo - UAE Team Emirates ProTeams (7)- Alpecin-Fenix - Arkéa-Samsic - B&B Hotels-KTM - Bardiani-CSF-Faizanè - Bingoal Pauwels Sauces WB - TotalEnergies - Sport Vlaanderen-Baloise |
| |

### Favoris
Le Néerlandais Mathieu van der Poel (Alpecin Fenix), vainqueur du Tour des Flandres une semaine plus tôt est le grandissime favori de cette classique qu'il a déjà remportée en 2019. Ses dauphins au dernier Tour des Flandres, le Néerlandais Dylan van Baarle (Ineos Grenadiers) et le Français Valentin Madouas (Groupama FDJ) sont en forme et peuvent aussi prétendre à la victoire. En l'absence de ses leaders de l'équipe Jumbo-Visma, van Aert et Roglič, le Français Christophe Laporte a une belle carte à jouer. Le Slovène Matej Mohorič (Bahrain Victorious), vainqueur du dernier Milan-Sanremo, le vétéran espagnol Alejandro Valverde (Movistar), le Danois Michael Valgren (EF Education), vainqueur en 2018, le Suisse Stefan Küng (Groupama FDJ), l'Australien Michael Matthews (BikeExchange) et le Belge Dylan Teuns (Bahrain Victorious) ont le statut d'outsiders.

## Récit de la course
En début de parcours, une échappée de sept hommes fait la course en tête. Ce groupe est constitué du Belge Aaron Van Poucke (Sport Vlaanderen Baloise), du Néerlandais Ide Schelling (Bora Hansgrohe), du Suisse Johan Jacobs (Movistar), du Britannique Owain Doull (EF Education), du Letton Emīls Liepiņš (Trek Segafredo) et des Italiens Luca Rastelli et Davide Gabburo (Bardiani). Gabburo, Rastelli sont décrochés alors que les Belges Nathan Van Hooydonck (Jumbo-Visma) et Victor Campenaerts (Lotto Soudal) rejoignent ce groupe de tête. Les sept hommes sont toutefois rattrapés par le peloton, le dernier à être repris étant Van Hooydonck à une quarantaine de kilomètres de l'arrivée. 
C'est sous l'impulsion du Belge Tiesj Benoot (Jumbo Visma) que la bonne échappée prend forme, à 34 km du terme, dans le Keutenberg, Elle se compose de onze coureurs parmi lesquels figurent plusieurs favoris comme Mathieu van der Poel (Alpecin Fenix), Tom Pidcock (Ineos Grenadiers), Stefan Küng (Groupama FDJ), Dylan Teuns, (Bahrain Victorious), Kasper Asgreen (Quick-Step Alpha Vinyl) et Michael Matthews (BikeExchange). À l'entrée du dernier tour (à 22 km de l'arrivée), le Polonais Michał Kwiatkowski (Ineos Grenadiers) sort de ce groupe et s'isole en tête. Il est  rejoint deux kilomètres plus loin par le Français Benoît Cosnefroy (AG2R Citroën). Les deux hommes réussissent à maintenir un écart suffisant sur leurs anciens compagnons d'échappée jusqu'à l'arrivée. Le sprint est lancé par Cosnefroy qui est rattrapé sur la ligne par Kwiatkowski. Cosnefroy est d'abord déclaré vainqueur mais la photo-finish montre que c'est Michał Kwiatkowski qui l'emporte avec une avance de la largeur d'un boyau (environ 4 cm).

## Classements

### Classement de la course
| \| Classement général \| Classement général \| Classement général \| Classement général \| Classement général \| \| Coureur \| Coureur \| Pays \| Équipe \| Temps \| \| ------------------ \| -------------------- \| ------------------ \| ---------------------- \| ------------------ \| \| 1er \| Michał Kwiatkowski \| Pologne \| Ineos Grenadiers \| 6 h 01 min 19 s \| \| 2e \| Benoît Cosnefroy \| France \| AG2R Citroën Team \| + 0 s \| \| 3e \| Tiesj Benoot \| Belgique \| Jumbo-Visma \| + 10 s \| \| 4e \| Mathieu van der Poel \| Pays-Bas \| Alpecin-Fenix \| + 20 s \| \| 5e \| Alexander Kamp \| Danemark \| Trek-Segafredo \| + 20 s \| \| 6e \| Kasper Asgreen \| Danemark \| Quick-Step Alpha Vinyl \| + 20 s \| \| 7e \| Michael Matthews \| Australie \| BikeExchange-Jayco \| + 20 s \| \| 8e \| Stefan Küng \| Suisse \| Groupama-FDJ \| + 20 s \| \| 9e \| Marc Hirschi \| Suisse \| UAE Team Emirates \| + 20 s \| \| 10e \| Dylan Teuns \| Belgique \| Bahrain Victorious \| + 20 s \| \| 11e \| Tom Pidcock \| Royaume-Uni \| Ineos Grenadiers \| + 20 s \| \| 12e \| Jan Tratnik \| Slovénie \| Bahrain Victorious \| + 29 s \| \| 13e \| Matej Mohorič \| Slovénie \| Bahrain Victorious \| + 1 min 42 s \| \| 14e \| Valentin Madouas \| France \| Groupama-FDJ \| + 1 min 43 s \| \| 15e \| Michael Valgren \| Danemark \| EF Education-EasyPost \| + 1 min 43 s \| \| 16e \| Jakob Fuglsang \| Danemark \| Israel-Premier Tech \| + 1 min 43 s \| \| 17e \| Matteo Trentin \| Italie \| UAE Team Emirates \| + 1 min 50 s \| \| 18e \| Quentin Pacher \| France \| Groupama-FDJ \| + 1 min 50 s \| \| 19e \| Alex Aranburu \| Espagne \| Movistar Team \| + 1 min 50 s \| \| 20e \| Tim Wellens \| Belgique \| Lotto-Soudal \| + 1 min 50 s \| |                      |             |                        |                 |
| |                      |             |                        |                 |
| Source : ProCyclingStats |                      |             |                        |                 |
| Classement général |                      |             |                        |                 |
| Coureur | Coureur              | Pays        | Équipe                 | Temps           |
| 1er | Michał Kwiatkowski   | Pologne     | Ineos Grenadiers       | 6 h 01 min 19 s |
| 2e | Benoît Cosnefroy     | France      | AG2R Citroën Team      | + 0 s           |
| 3e | Tiesj Benoot         | Belgique    | Jumbo-Visma            | + 10 s          |
| 4e | Mathieu van der Poel | Pays-Bas    | Alpecin-Fenix          | + 20 s          |
| 5e | Alexander Kamp       | Danemark    | Trek-Segafredo         | + 20 s          |
| 6e | Kasper Asgreen       | Danemark    | Quick-Step Alpha Vinyl | + 20 s          |
| 7e | Michael Matthews     | Australie   | BikeExchange-Jayco     | + 20 s          |
| 8e | Stefan Küng          | Suisse      | Groupama-FDJ           | + 20 s          |
| 9e | Marc Hirschi         | Suisse      | UAE Team Emirates      | + 20 s          |
| 10e | Dylan Teuns          | Belgique    | Bahrain Victorious     | + 20 s          |
| 11e | Tom Pidcock          | Royaume-Uni | Ineos Grenadiers       | + 20 s          |
| 12e | Jan Tratnik          | Slovénie    | Bahrain Victorious     | + 29 s          |
| 13e | Matej Mohorič        | Slovénie    | Bahrain Victorious     | + 1 min 42 s    |
| 14e | Valentin Madouas     | France      | Groupama-FDJ           | + 1 min 43 s    |
| 15e | Michael Valgren      | Danemark    | EF Education-EasyPost  | + 1 min 43 s    |
| 16e | Jakob Fuglsang       | Danemark    | Israel-Premier Tech    | + 1 min 43 s    |
| 17e | Matteo Trentin       | Italie      | UAE Team Emirates      | + 1 min 50 s    |
| 18e | Quentin Pacher       | France      | Groupama-FDJ           | + 1 min 50 s    |
| 19e | Alex Aranburu        | Espagne     | Movistar Team          | + 1 min 50 s    |
| 20e | Tim Wellens          | Belgique    | Lotto-Soudal           | + 1 min 50 s    |

### Classements UCI
La course attribue des points au classement mondial UCI 2022 selon le barème suivant :
| Position           | 1er | 2e  | 3e  | 4e  | 5e  | 6e  | 7e  | 8e  | 9e  | 10e | 11e | 12e | 13e | 14e | 15e | 16e à 20e | 21e à 30e | 31e à 50e | 51e à 55e | 56e à 60e |
| Classement général | 500 | 400 | 325 | 275 | 225 | 175 | 150 | 125 | 100 | 85  | 70  | 60  | 50  | 40  | 35  | 30        | 20        | 10        | 5         | 3         |

## Liste des participants
| Légende | Légende                                                                    | Légende | Légende                                                    |
| ------- | -------------------------------------------------------------------------- | ------- | ---------------------------------------------------------- |
| Num     | Dossard de départ porté par le coureur sur cette Amstel Gold Race          | Pos     | Position à l'arrivée de la course                          |
|         | Indique un maillot de champion national ou mondial, suivi de sa spécialité | NP      | Indique un coureur qui n'a pas pris le départ de la course |
| AB      | Indique un coureur qui n'a pas terminé la course                           | HD      | Indique un coureur qui a terminé la course hors des délais |
| DSQ     | Indique un coureur qui a été disqualifié de la course                      |         |                                                            |

| Jumbo-Visma TJV | Jumbo-Visma TJV            | Jumbo-Visma TJV |
| --------------- | -------------------------- | --------------- |
| Num             | Coureur                    | Pos             |
| 1               | Tom Dumoulin (NED)         | 30e             |
| 2               | Jos van Emden (NED)        | AB              |
| 3               | Tiesj Benoot (BEL)         | 3e              |
| 4               | Christophe Laporte (FRA)   | 101e            |
| 5               | Mike Teunissen (NED)       | 44e             |
| 6               | Timo Roosen (NED)          | 63e             |
| 7               | Nathan Van Hooydonck (BEL) | 38e             |

| Quick-Step Alpha Vinyl QST | Quick-Step Alpha Vinyl QST | Quick-Step Alpha Vinyl QST |
| -------------------------- | -------------------------- | -------------------------- |
| Num                        | Coureur                    | Pos                        |
| 11                         | Kasper Asgreen (DEN)       | 6e                         |
| 12                         | Andrea Bagioli (ITA)       | AB                         |
| 13                         | Davide Ballerini (ITA)     | 94e                        |
| 14                         | Stan Van Tricht (BEL)      | 53e                        |
| 15                         | Florian Sénéchal (FRA)     | 32e                        |
| 16                         | Zdeněk Štybar (CZE)        | 25e                        |
| 17                         | Jannik Steimle (GER)       | 43e                        |

| Ineos Grenadiers IGD | Ineos Grenadiers IGD     | Ineos Grenadiers IGD |
| -------------------- | ------------------------ | -------------------- |
| Num                  | Coureur                  | Pos                  |
| 21                   | Tom Pidcock (GBR)        | 11e                  |
| 22                   | Michał Kwiatkowski (POL) | 1er                  |
| 23                   | Laurens De Plus (BEL)    | AB                   |
| 24                   | Luke Rowe (GBR)          | 115e                 |
| 25                   | Magnus Sheffield (USA)   | AB                   |
| 26                   | Ben Turner (GBR)         | 83e                  |
| 27                   | Dylan van Baarle (NED)   | 22e                  |

| Bora-Hansgrohe BOH | Bora-Hansgrohe BOH      | Bora-Hansgrohe BOH |
| ------------------ | ----------------------- | ------------------ |
| Num                | Coureur                 | Pos                |
| 31                 | Ide Schelling (NED)     | AB                 |
| 32                 | Cesare Benedetti (POL)  | 98e                |
| 33                 | Jonas Koch (GER)        | 48e                |
| 34                 | Patrick Gamper (AUT)    | AB                 |
| 35                 | Martin Laas (EST)       | AB                 |
| 36                 | Giovanni Aleotti (ITA)  | 86e                |
| 37                 | Cian Uijtdebroeks (BEL) | 74e                |

| Lotto-Soudal LTS | Lotto-Soudal LTS         | Lotto-Soudal LTS |
| ---------------- | ------------------------ | ---------------- |
| Num              | Coureur                  | Pos              |
| 41               | Philippe Gilbert (BEL)   | 56e              |
| 42               | Victor Campenaerts (BEL) | AB               |
| 43               | Matthew Holmes (GBR)     | AB               |
| 44               | Sébastien Grignard (BEL) | AB               |
| 45               | Andreas Kron (DEN)       | 79e              |
| 46               | Maxim Van Gils (BEL)     | 23e              |
| 47               | Tim Wellens (BEL)        | 20e              |

| Trek-Segafredo TFS | Trek-Segafredo TFS         | Trek-Segafredo TFS |
| ------------------ | -------------------------- | ------------------ |
| Num                | Coureur                    | Pos                |
| 51                 | Filippo Baroncini (ITA)    | 91e                |
| 52                 | Daan Hoole (NED)           | AB                 |
| 53                 | Alexander Kamp (DEN)       | 5e                 |
| 54                 | Emīls Liepiņš (LAT)        | 92e                |
| 55                 | Edward Theuns (BEL)        | 47e                |
| 56                 | Toms Skujiņš (LAT) (route) | 28e                |
| 57                 | Otto Vergaerde (BEL)       | 85e                |

| EF Education-EasyPost EFE | EF Education-EasyPost EFE | EF Education-EasyPost EFE |
| ------------------------- | ------------------------- | ------------------------- |
| Num                       | Coureur                   | Pos                       |
| 61                        | Alberto Bettiol (ITA)     | AB                        |
| 62                        | Michael Valgren (DEN)     | 15e                       |
| 63                        | Julius van den Berg (NED) | AB                        |
| 64                        | Owain Doull (GBR)         | 87e                       |
| 65                        | Jens Keukeleire (BEL)     | AB                        |
| 66                        | Sebastian Langeveld (NED) | 88e                       |
| 67                        | Marijn van den Berg (NED) | AB                        |

| Bahrain Victorious TBV | Bahrain Victorious TBV | Bahrain Victorious TBV |
| ---------------------- | ---------------------- | ---------------------- |
| Num                    | Coureur                | Pos                    |
| 71                     | Jack Haig (AUS)        | 31e                    |
| 72                     | Filip Maciejuk (POL)   | AB                     |
| 73                     | Matej Mohorič (SLO)    | 13e                    |
| 74                     | Jasha Sütterlin (GER)  | AB                     |
| 75                     | Dylan Teuns (BEL)      | 10e                    |
| 76                     | Jan Tratnik (SLO)      | 12e                    |
| 77                     | Fred Wright (GBR)      | AB                     |

| Cofidis COF | Cofidis COF              | Cofidis COF |
| ----------- | ------------------------ | ----------- |
| Num         | Coureur                  | Pos         |
| 81          | Piet Allegaert (BEL)     | 114e        |
| 82          | Sander Armée (BEL)       | 81e         |
| 83          | Bryan Coquard (FRA)      | 108e        |
| 84          | Alexandre Delettre (FRA) | 80e         |
| 85          | Benjamin Thomas (FRA)    | 49e         |
| 86          | Kenneth Vanbilsen (BEL)  | AB          |
| 87          | Szymon Sajnok (POL)      | AB          |

| Team DSM DSM | Team DSM DSM               | Team DSM DSM |
| ------------ | -------------------------- | ------------ |
| Num          | Coureur                    | Pos          |
| 91           | John Degenkolb (GER)       | AB           |
| 92           | Nico Denz (GER)            | 111e         |
| 93           | Mark Donovan (GBR)         | AB           |
| 94           | Søren Kragh Andersen (DEN) | 29e          |
| 95           | Marco Brenner (GER)        | 112e         |
| 96           | Casper Pedersen (DEN)      | AB           |
| 97           | Joris Nieuwenhuis (NED)    | 50e          |

| Movistar Team MOV | Movistar Team MOV         | Movistar Team MOV |
| ----------------- | ------------------------- | ----------------- |
| Num               | Coureur                   | Pos               |
| 101               | Vinicius Rangel (BRA)     | 117e              |
| 102               | Johan Jacobs (SUI)        | 40e               |
| 103               | Max Kanter (GER)          | 46e               |
| 104               | Iñigo Elosegui (ESP)      | 61e               |
| 105               | Iván García Cortina (ESP) | 57e               |
| 106               | Alex Aranburu (ESP)       | 19e               |
| 107               | Abner González (PUR)      | 66e               |

| Astana Qazaqstan Team AST | Astana Qazaqstan Team AST   | Astana Qazaqstan Team AST |
| ------------------------- | --------------------------- | ------------------------- |
| Num                       | Coureur                     | Pos                       |
| 111                       | Leonardo Basso (ITA)        | AB                        |
| 112                       | Samuele Battistella (ITA)   | AB                        |
| 113                       | Manuele Boaro (ITA)         | 100e                      |
| 115                       | Dmitriy Gruzdev (KAZ)       | AB                        |
| 116                       | Aleksandr Riabushenko (BLR) | 54e                       |
| 117                       | Valerio Conti (ITA)         | AB                        |

| Groupama-FDJ GFC | Groupama-FDJ GFC        | Groupama-FDJ GFC |
| ---------------- | ----------------------- | ---------------- |
| Num              | Coureur                 | Pos              |
| 121              | Stefan Küng (SUI)       | 8e               |
| 122              | Kevin Geniets (LUX)     | 42e              |
| 123              | Olivier Le Gac (FRA)    | 33e              |
| 124              | Fabian Lienhard (SUI)   | 72e              |
| 125              | Valentin Madouas (FRA)  | 14e              |
| 126              | Quentin Pacher (FRA)    | 18e              |
| 127              | Tobias Ludvigsson (SWE) | 103e             |

| Intermarché-Wanty-Gobert Matériaux IWG | Intermarché-Wanty-Gobert Matériaux IWG | Intermarché-Wanty-Gobert Matériaux IWG |
| -------------------------------------- | -------------------------------------- | -------------------------------------- |
| Num                                    | Coureur                                | Pos                                    |
| 131                                    | Jan Bakelants (BEL)                    | 36e                                    |
| 132                                    | Aimé De Gendt (BEL)                    | 70e                                    |
| 133                                    | Tom Devriendt (BEL)                    | 52e                                    |
| 134                                    | Andrea Pasqualon (ITA)                 | 27e                                    |
| 135                                    | Baptiste Planckaert (BEL)              | 105e                                   |
| 136                                    | Taco van der Hoorn (NED)               | 107e                                   |
| 137                                    | Kévin Van Melsen (BEL)                 | 95e                                    |

| AG2R Citroën Team ACT | AG2R Citroën Team ACT   | AG2R Citroën Team ACT |
| --------------------- | ----------------------- | --------------------- |
| Num                   | Coureur                 | Pos                   |
| 141                   | Lilian Calmejane (FRA)  | 26e                   |
| 142                   | Mikaël Cherel (FRA)     | 67e                   |
| 143                   | Benoît Cosnefroy (FRA)  | 2e                    |
| 144                   | Stan Dewulf (BEL)       | 59e                   |
| 145                   | Dorian Godon (FRA)      | 34e                   |
| 146                   | Greg Van Avermaet (BEL) | 24e                   |
| 147                   | Lawrence Warbasse (USA) | 62e                   |

| UAE Team Emirates UAD | UAE Team Emirates UAD   | UAE Team Emirates UAD |
| --------------------- | ----------------------- | --------------------- |
| Num                   | Coureur                 | Pos                   |
| 151                   | Matteo Trentin (ITA)    | 17e                   |
| 152                   | Marc Hirschi (SUI)      | 9e                    |
| 153                   | Finn Fisher-Black (NZL) | AB                    |
| 154                   | Alexys Brunel (FRA)     | AB                    |
| 155                   | Ivo Oliveira (POR)      | AB                    |
| 156                   | Juan Ayuso (ESP)        | AB                    |
| 157                   | Sebastián Molano (COL)  | AB                    |

| BikeExchange-Jayco BEX | BikeExchange-Jayco BEX | BikeExchange-Jayco BEX |
| ---------------------- | ---------------------- | ---------------------- |
| Num                    | Coureur                | Pos                    |
| 161                    | Michael Matthews (AUS) | 7e                     |
| 162                    | Luka Mezgec (SLO)      | AB                     |
| 164                    | Jan Maas (NED)         | 39e                    |
| 165                    | Alexandre Balmer (SUI) | AB                     |
| 166                    | Luke Durbridge (AUS)   | 78e                    |
| 167                    | Dion Smith (NZL)       | AB                     |

| Israel-Premier Tech IPT | Israel-Premier Tech IPT          | Israel-Premier Tech IPT |
| ----------------------- | -------------------------------- | ----------------------- |
| Num                     | Coureur                          | Pos                     |
| 171                     | Jakob Fuglsang (DEN)             | 16e                     |
| 173                     | Daryl Impey (RSA)                | 69e                     |
| 174                     | Krists Neilands (LAT)            | 68e                     |
| 175                     | Mads Würtz Schmidt (DEN) (route) | AB                      |
| 176                     | Reto Hollenstein (SUI)           | AB                      |

| Alpecin-Fenix AFC | Alpecin-Fenix AFC          | Alpecin-Fenix AFC |
| ----------------- | -------------------------- | ----------------- |
| Num               | Coureur                    | Pos               |
| 181               | Mathieu van der Poel (NED) | 4e                |
| 182               | Tobias Bayer (AUT)         | AB                |
| 183               | Michael Gogl (AUT)         | AB                |
| 184               | Stefano Oldani (ITA)       | 73e               |
| 185               | Gianni Vermeersch (BEL)    | 76e               |
| 186               | Kristian Sbaragli (ITA)    | 35e               |
| 187               | Dries De Bondt (BEL)       | AB                |

| Arkéa-Samsic ARK | Arkéa-Samsic ARK      | Arkéa-Samsic ARK |
| ---------------- | --------------------- | ---------------- |
| Num              | Coureur               | Pos              |
| 191              | Warren Barguil (FRA)  | 21e              |
| 192              | Winner Anacona (COL)  | 71e              |
| 193              | Amaury Capiot (BEL)   | 116e             |
| 194              | Simon Guglielmi (FRA) | 89e              |
| 195              | Łukasz Owsian (POL)   | 75e              |
| 196              | Clément Russo (FRA)   | 102e             |
| 197              | Connor Swift (GBR)    | 84e              |

| TotalEnergies TEN | TotalEnergies TEN      | TotalEnergies TEN |
| ----------------- | ---------------------- | ----------------- |
| Num               | Coureur                | Pos               |
| 201               | Niki Terpstra (NED)    | 90e               |
| 202               | Dries Van Gestel (BEL) | 58e               |
| 204               | Julien Simon (FRA)     | 82e               |
| 205               | Geoffrey Soupe (FRA)   | 97e               |
| 206               | Sandy Dujardin (FRA)   | 51e               |
| 207               | Anthony Turgis (FRA)   | AB                |

| Sport Vlaanderen-Baloise SVB | Sport Vlaanderen-Baloise SVB | Sport Vlaanderen-Baloise SVB |
| ---------------------------- | ---------------------------- | ---------------------------- |
| Num                          | Coureur                      | Pos                          |
| 211                          | Ruben Apers (BEL)            | 113e                         |
| 212                          | Jenno Berckmoes (BEL)        | 60e                          |
| 213                          | Vito Braet (BEL)             | 106e                         |
| 214                          | Julian Mertens (BEL)         | AB                           |
| 215                          | Aaron Van Poucke (BEL)       | 37e                          |
| 216                          | Kenneth Van Rooy (BEL)       | 45e                          |
| 217                          | Jens Reynders (BEL)          | 109e                         |

| Bingoal Pauwels Sauces WB BWB | Bingoal Pauwels Sauces WB BWB | Bingoal Pauwels Sauces WB BWB |
| ----------------------------- | ----------------------------- | ----------------------------- |
| Num                           | Coureur                       | Pos                           |
| 221                           | Arjen Livyns (BEL)            | 77e                           |
| 222                           | Johan Meens (BEL)             | 99e                           |
| 223                           | Kenny Molly (BEL)             | 55e                           |
| 224                           | Mathijs Paasschens (NED)      | 96e                           |
| 225                           | Dimitri Peyskens (BEL)        | AB                            |
| 226                           | Rémy Mertz (BEL)              | 64e                           |
| 227                           | Milan Menten (BEL)            | AB                            |

| B&B Hotels-KTM BBK | B&B Hotels-KTM BBK     | B&B Hotels-KTM BBK |
| ------------------ | ---------------------- | ------------------ |
| Num                | Coureur                | Pos                |
| 231                | Franck Bonnamour (FRA) | 41e                |
| 232                | Victor Koretzky (FRA)  | AB                 |
| 233                | Alan Boileau (FRA)     | AB                 |
| 234                | Thibault Ferasse (FRA) | 65e                |
| 235                | Quentin Jauregui (FRA) | 104e               |
| 236                | Cyril Gautier (FRA)    | AB                 |
| 237                | Jonathan Hivert (FRA)  | AB                 |

| Bardiani CSF Faizanè BCF | Bardiani CSF Faizanè BCF | Bardiani CSF Faizanè BCF |
| ------------------------ | ------------------------ | ------------------------ |
| Num                      | Coureur                  | Pos                      |
| 241                      | Enrico Battaglin (ITA)   | AB                       |
| 242                      | Jhonatan Cañaveral (COL) | AB                       |
| 243                      | Filippo Fiorelli (ITA)   | 93e                      |
| 244                      | Davide Gabburo (ITA)     | AB                       |
| 245                      | Luca Rastelli (ITA)      | AB                       |
| 246                      | Alessandro Tonelli (ITA) | AB                       |
| 247                      | Filippo Zana (ITA)       | AB                       |

| Jumbo-Visma TJV | Jumbo-Visma TJV            | Jumbo-Visma TJV |
| --------------- | -------------------------- | --------------- |
| Num             | Coureur                    | Pos             |
| 1               | Tom Dumoulin (NED)         | 30e             |
| 2               | Jos van Emden (NED)        | AB              |
| 3               | Tiesj Benoot (BEL)         | 3e              |
| 4               | Christophe Laporte (FRA)   | 101e            |
| 5               | Mike Teunissen (NED)       | 44e             |
| 6               | Timo Roosen (NED)          | 63e             |
| 7               | Nathan Van Hooydonck (BEL) | 38e             |

| Quick-Step Alpha Vinyl QST | Quick-Step Alpha Vinyl QST | Quick-Step Alpha Vinyl QST |
| -------------------------- | -------------------------- | -------------------------- |
| Num                        | Coureur                    | Pos                        |
| 11                         | Kasper Asgreen (DEN)       | 6e                         |
| 12                         | Andrea Bagioli (ITA)       | AB                         |
| 13                         | Davide Ballerini (ITA)     | 94e                        |
| 14                         | Stan Van Tricht (BEL)      | 53e                        |
| 15                         | Florian Sénéchal (FRA)     | 32e                        |
| 16                         | Zdeněk Štybar (CZE)        | 25e                        |
| 17                         | Jannik Steimle (GER)       | 43e                        |

| Ineos Grenadiers IGD | Ineos Grenadiers IGD     | Ineos Grenadiers IGD |
| -------------------- | ------------------------ | -------------------- |
| Num                  | Coureur                  | Pos                  |
| 21                   | Tom Pidcock (GBR)        | 11e                  |
| 22                   | Michał Kwiatkowski (POL) | 1er                  |
| 23                   | Laurens De Plus (BEL)    | AB                   |
| 24                   | Luke Rowe (GBR)          | 115e                 |
| 25                   | Magnus Sheffield (USA)   | AB                   |
| 26                   | Ben Turner (GBR)         | 83e                  |
| 27                   | Dylan van Baarle (NED)   | 22e                  |

| Bora-Hansgrohe BOH | Bora-Hansgrohe BOH      | Bora-Hansgrohe BOH |
| ------------------ | ----------------------- | ------------------ |
| Num                | Coureur                 | Pos                |
| 31                 | Ide Schelling (NED)     | AB                 |
| 32                 | Cesare Benedetti (POL)  | 98e                |
| 33                 | Jonas Koch (GER)        | 48e                |
| 34                 | Patrick Gamper (AUT)    | AB                 |
| 35                 | Martin Laas (EST)       | AB                 |
| 36                 | Giovanni Aleotti (ITA)  | 86e                |
| 37                 | Cian Uijtdebroeks (BEL) | 74e                |

| Lotto-Soudal LTS | Lotto-Soudal LTS         | Lotto-Soudal LTS |
| ---------------- | ------------------------ | ---------------- |
| Num              | Coureur                  | Pos              |
| 41               | Philippe Gilbert (BEL)   | 56e              |
| 42               | Victor Campenaerts (BEL) | AB               |
| 43               | Matthew Holmes (GBR)     | AB               |
| 44               | Sébastien Grignard (BEL) | AB               |
| 45               | Andreas Kron (DEN)       | 79e              |
| 46               | Maxim Van Gils (BEL)     | 23e              |
| 47               | Tim Wellens (BEL)        | 20e              |

| Trek-Segafredo TFS | Trek-Segafredo TFS         | Trek-Segafredo TFS |
| ------------------ | -------------------------- | ------------------ |
| Num                | Coureur                    | Pos                |
| 51                 | Filippo Baroncini (ITA)    | 91e                |
| 52                 | Daan Hoole (NED)           | AB                 |
| 53                 | Alexander Kamp (DEN)       | 5e                 |
| 54                 | Emīls Liepiņš (LAT)        | 92e                |
| 55                 | Edward Theuns (BEL)        | 47e                |
| 56                 | Toms Skujiņš (LAT) (route) | 28e                |
| 57                 | Otto Vergaerde (BEL)       | 85e                |

| EF Education-EasyPost EFE | EF Education-EasyPost EFE | EF Education-EasyPost EFE |
| ------------------------- | ------------------------- | ------------------------- |
| Num                       | Coureur                   | Pos                       |
| 61                        | Alberto Bettiol (ITA)     | AB                        |
| 62                        | Michael Valgren (DEN)     | 15e                       |
| 63                        | Julius van den Berg (NED) | AB                        |
| 64                        | Owain Doull (GBR)         | 87e                       |
| 65                        | Jens Keukeleire (BEL)     | AB                        |
| 66                        | Sebastian Langeveld (NED) | 88e                       |
| 67                        | Marijn van den Berg (NED) | AB                        |

| Bahrain Victorious TBV | Bahrain Victorious TBV | Bahrain Victorious TBV |
| ---------------------- | ---------------------- | ---------------------- |
| Num                    | Coureur                | Pos                    |
| 71                     | Jack Haig (AUS)        | 31e                    |
| 72                     | Filip Maciejuk (POL)   | AB                     |
| 73                     | Matej Mohorič (SLO)    | 13e                    |
| 74                     | Jasha Sütterlin (GER)  | AB                     |
| 75                     | Dylan Teuns (BEL)      | 10e                    |
| 76                     | Jan Tratnik (SLO)      | 12e                    |
| 77                     | Fred Wright (GBR)      | AB                     |

| Cofidis COF | Cofidis COF              | Cofidis COF |
| ----------- | ------------------------ | ----------- |
| Num         | Coureur                  | Pos         |
| 81          | Piet Allegaert (BEL)     | 114e        |
| 82          | Sander Armée (BEL)       | 81e         |
| 83          | Bryan Coquard (FRA)      | 108e        |
| 84          | Alexandre Delettre (FRA) | 80e         |
| 85          | Benjamin Thomas (FRA)    | 49e         |
| 86          | Kenneth Vanbilsen (BEL)  | AB          |
| 87          | Szymon Sajnok (POL)      | AB          |

| Team DSM DSM | Team DSM DSM               | Team DSM DSM |
| ------------ | -------------------------- | ------------ |
| Num          | Coureur                    | Pos          |
| 91           | John Degenkolb (GER)       | AB           |
| 92           | Nico Denz (GER)            | 111e         |
| 93           | Mark Donovan (GBR)         | AB           |
| 94           | Søren Kragh Andersen (DEN) | 29e          |
| 95           | Marco Brenner (GER)        | 112e         |
| 96           | Casper Pedersen (DEN)      | AB           |
| 97           | Joris Nieuwenhuis (NED)    | 50e          |

| Movistar Team MOV | Movistar Team MOV         | Movistar Team MOV |
| ----------------- | ------------------------- | ----------------- |
| Num               | Coureur                   | Pos               |
| 101               | Vinicius Rangel (BRA)     | 117e              |
| 102               | Johan Jacobs (SUI)        | 40e               |
| 103               | Max Kanter (GER)          | 46e               |
| 104               | Iñigo Elosegui (ESP)      | 61e               |
| 105               | Iván García Cortina (ESP) | 57e               |
| 106               | Alex Aranburu (ESP)       | 19e               |
| 107               | Abner González (PUR)      | 66e               |

| Astana Qazaqstan Team AST | Astana Qazaqstan Team AST   | Astana Qazaqstan Team AST |
| ------------------------- | --------------------------- | ------------------------- |
| Num                       | Coureur                     | Pos                       |
| 111                       | Leonardo Basso (ITA)        | AB                        |
| 112                       | Samuele Battistella (ITA)   | AB                        |
| 113                       | Manuele Boaro (ITA)         | 100e                      |
| 115                       | Dmitriy Gruzdev (KAZ)       | AB                        |
| 116                       | Aleksandr Riabushenko (BLR) | 54e                       |
| 117                       | Valerio Conti (ITA)         | AB                        |

| Groupama-FDJ GFC | Groupama-FDJ GFC        | Groupama-FDJ GFC |
| ---------------- | ----------------------- | ---------------- |
| Num              | Coureur                 | Pos              |
| 121              | Stefan Küng (SUI)       | 8e               |
| 122              | Kevin Geniets (LUX)     | 42e              |
| 123              | Olivier Le Gac (FRA)    | 33e              |
| 124              | Fabian Lienhard (SUI)   | 72e              |
| 125              | Valentin Madouas (FRA)  | 14e              |
| 126              | Quentin Pacher (FRA)    | 18e              |
| 127              | Tobias Ludvigsson (SWE) | 103e             |

| Intermarché-Wanty-Gobert Matériaux IWG | Intermarché-Wanty-Gobert Matériaux IWG | Intermarché-Wanty-Gobert Matériaux IWG |
| -------------------------------------- | -------------------------------------- | -------------------------------------- |
| Num                                    | Coureur                                | Pos                                    |
| 131                                    | Jan Bakelants (BEL)                    | 36e                                    |
| 132                                    | Aimé De Gendt (BEL)                    | 70e                                    |
| 133                                    | Tom Devriendt (BEL)                    | 52e                                    |
| 134                                    | Andrea Pasqualon (ITA)                 | 27e                                    |
| 135                                    | Baptiste Planckaert (BEL)              | 105e                                   |
| 136                                    | Taco van der Hoorn (NED)               | 107e                                   |
| 137                                    | Kévin Van Melsen (BEL)                 | 95e                                    |

| AG2R Citroën Team ACT | AG2R Citroën Team ACT   | AG2R Citroën Team ACT |
| --------------------- | ----------------------- | --------------------- |
| Num                   | Coureur                 | Pos                   |
| 141                   | Lilian Calmejane (FRA)  | 26e                   |
| 142                   | Mikaël Cherel (FRA)     | 67e                   |
| 143                   | Benoît Cosnefroy (FRA)  | 2e                    |
| 144                   | Stan Dewulf (BEL)       | 59e                   |
| 145                   | Dorian Godon (FRA)      | 34e                   |
| 146                   | Greg Van Avermaet (BEL) | 24e                   |
| 147                   | Lawrence Warbasse (USA) | 62e                   |

| UAE Team Emirates UAD | UAE Team Emirates UAD   | UAE Team Emirates UAD |
| --------------------- | ----------------------- | --------------------- |
| Num                   | Coureur                 | Pos                   |
| 151                   | Matteo Trentin (ITA)    | 17e                   |
| 152                   | Marc Hirschi (SUI)      | 9e                    |
| 153                   | Finn Fisher-Black (NZL) | AB                    |
| 154                   | Alexys Brunel (FRA)     | AB                    |
| 155                   | Ivo Oliveira (POR)      | AB                    |
| 156                   | Juan Ayuso (ESP)        | AB                    |
| 157                   | Sebastián Molano (COL)  | AB                    |

| BikeExchange-Jayco BEX | BikeExchange-Jayco BEX | BikeExchange-Jayco BEX |
| ---------------------- | ---------------------- | ---------------------- |
| Num                    | Coureur                | Pos                    |
| 161                    | Michael Matthews (AUS) | 7e                     |
| 162                    | Luka Mezgec (SLO)      | AB                     |
| 164                    | Jan Maas (NED)         | 39e                    |
| 165                    | Alexandre Balmer (SUI) | AB                     |
| 166                    | Luke Durbridge (AUS)   | 78e                    |
| 167                    | Dion Smith (NZL)       | AB                     |

| Israel-Premier Tech IPT | Israel-Premier Tech IPT          | Israel-Premier Tech IPT |
| ----------------------- | -------------------------------- | ----------------------- |
| Num                     | Coureur                          | Pos                     |
| 171                     | Jakob Fuglsang (DEN)             | 16e                     |
| 173                     | Daryl Impey (RSA)                | 69e                     |
| 174                     | Krists Neilands (LAT)            | 68e                     |
| 175                     | Mads Würtz Schmidt (DEN) (route) | AB                      |
| 176                     | Reto Hollenstein (SUI)           | AB                      |

| Alpecin-Fenix AFC | Alpecin-Fenix AFC          | Alpecin-Fenix AFC |
| ----------------- | -------------------------- | ----------------- |
| Num               | Coureur                    | Pos               |
| 181               | Mathieu van der Poel (NED) | 4e                |
| 182               | Tobias Bayer (AUT)         | AB                |
| 183               | Michael Gogl (AUT)         | AB                |
| 184               | Stefano Oldani (ITA)       | 73e               |
| 185               | Gianni Vermeersch (BEL)    | 76e               |
| 186               | Kristian Sbaragli (ITA)    | 35e               |
| 187               | Dries De Bondt (BEL)       | AB                |

| Arkéa-Samsic ARK | Arkéa-Samsic ARK      | Arkéa-Samsic ARK |
| ---------------- | --------------------- | ---------------- |
| Num              | Coureur               | Pos              |
| 191              | Warren Barguil (FRA)  | 21e              |
| 192              | Winner Anacona (COL)  | 71e              |
| 193              | Amaury Capiot (BEL)   | 116e             |
| 194              | Simon Guglielmi (FRA) | 89e              |
| 195              | Łukasz Owsian (POL)   | 75e              |
| 196              | Clément Russo (FRA)   | 102e             |
| 197              | Connor Swift (GBR)    | 84e              |

| TotalEnergies TEN | TotalEnergies TEN      | TotalEnergies TEN |
| ----------------- | ---------------------- | ----------------- |
| Num               | Coureur                | Pos               |
| 201               | Niki Terpstra (NED)    | 90e               |
| 202               | Dries Van Gestel (BEL) | 58e               |
| 204               | Julien Simon (FRA)     | 82e               |
| 205               | Geoffrey Soupe (FRA)   | 97e               |
| 206               | Sandy Dujardin (FRA)   | 51e               |
| 207               | Anthony Turgis (FRA)   | AB                |

| Sport Vlaanderen-Baloise SVB | Sport Vlaanderen-Baloise SVB | Sport Vlaanderen-Baloise SVB |
| ---------------------------- | ---------------------------- | ---------------------------- |
| Num                          | Coureur                      | Pos                          |
| 211                          | Ruben Apers (BEL)            | 113e                         |
| 212                          | Jenno Berckmoes (BEL)        | 60e                          |
| 213                          | Vito Braet (BEL)             | 106e                         |
| 214                          | Julian Mertens (BEL)         | AB                           |
| 215                          | Aaron Van Poucke (BEL)       | 37e                          |
| 216                          | Kenneth Van Rooy (BEL)       | 45e                          |
| 217                          | Jens Reynders (BEL)          | 109e                         |

| Bingoal Pauwels Sauces WB BWB | Bingoal Pauwels Sauces WB BWB | Bingoal Pauwels Sauces WB BWB |
| ----------------------------- | ----------------------------- | ----------------------------- |
| Num                           | Coureur                       | Pos                           |
| 221                           | Arjen Livyns (BEL)            | 77e                           |
| 222                           | Johan Meens (BEL)             | 99e                           |
| 223                           | Kenny Molly (BEL)             | 55e                           |
| 224                           | Mathijs Paasschens (NED)      | 96e                           |
| 225                           | Dimitri Peyskens (BEL)        | AB                            |
| 226                           | Rémy Mertz (BEL)              | 64e                           |
| 227                           | Milan Menten (BEL)            | AB                            |

| B&B Hotels-KTM BBK | B&B Hotels-KTM BBK     | B&B Hotels-KTM BBK |
| ------------------ | ---------------------- | ------------------ |
| Num                | Coureur                | Pos                |
| 231                | Franck Bonnamour (FRA) | 41e                |
| 232                | Victor Koretzky (FRA)  | AB                 |
| 233                | Alan Boileau (FRA)     | AB                 |
| 234                | Thibault Ferasse (FRA) | 65e                |
| 235                | Quentin Jauregui (FRA) | 104e               |
| 236                | Cyril Gautier (FRA)    | AB                 |
| 237                | Jonathan Hivert (FRA)  | AB                 |

| Bardiani CSF Faizanè BCF | Bardiani CSF Faizanè BCF | Bardiani CSF Faizanè BCF |
| ------------------------ | ------------------------ | ------------------------ |
| Num                      | Coureur                  | Pos                      |
| 241                      | Enrico Battaglin (ITA)   | AB                       |
| 242                      | Jhonatan Cañaveral (COL) | AB                       |
| 243                      | Filippo Fiorelli (ITA)   | 93e                      |
| 244                      | Davide Gabburo (ITA)     | AB                       |
| 245                      | Luca Rastelli (ITA)      | AB                       |
| 246                      | Alessandro Tonelli (ITA) | AB                       |
| 247                      | Filippo Zana (ITA)       | AB                       |